# Sellosaurus
Sellosaurus is een geslacht van uitgestorven herbivore dinosauriërs, behorend tot de Sauropodomorpha, dat tijdens het Laat-Trias leefde in het gebied van het huidige Duitsland. 

## Vondst en naamgeving
In 1861 beschreef Hermann von Meyer een rechterbovenkaaksbeen, specimen SMNS 4388, dat door Friedrich von Huene in 1908 benoemd werd als een soort van Thecodontosaurus: Thecodontosaurus hermannianus. 
Eind negentiende eeuw had Sixt Friedrich Jakob von Kapff bij Heslach, in een laag van de onderste Stubensandstein, de middelste Löwensteinformatie die dateert uit het vroege Norien, een skelet zonder schedel gevonden, specimen SMNS 5175. Het omvat wervels van de rug, het heiligbeen en de voorste en middelste staart; een rechterdarmbeen; een linkerschaambeen; beide zitbeenderen en een stuk van het linkerkuitbeen. Dit specimen werd door Friedrich von Huene in 1908 benoemd als het nieuwe geslacht en de nieuwe soort Sellosaurus gracilis. De geslachtsnaam is afgeleid van het Latijn sella, 'zadel', een verwijzing naar een verbrede zadelvomige uitsparing tussen de voorste gewrichtsuitsteeksels van de voorste staartwervels. De soortaanduiding betekent de 'lichtgebouwde'. Beide woorden beschrijven een verschil met Plateosaurus.
Een tweede skelet zonder schedel, specimina SMNS Nr. 12188-92 gevonden bij Stromberg, werd door hem dat jaar benoemd tot Plateosaurus fraasi, maar in 1914 hernoemd tot een tweede soort van Sellosaurus: Sellosaurus fraasi, Eberhard Fraas erend. In 1915 werd van Sellosaurus fraasi een schedel gevonden bij Trosselbach, GPIT 18318a, en Von Huene hernoemde deze soort nu tot Sellosaurus hermannianus, wegens overeenkomsten met SMNS 4388. Sellosaurus fraasi werd dus door hem als een jonger synoniem gezien van Thecodontosaurus hermannianus, welke soort echter wel bij het geslacht Sellosaurus werd ondergebracht. In 1926 bracht Von Huene al dit materiaal echter, na een vergelijking van de scheenbeenderen, onder bij een Plateosaurus gracilis. Dit zou tot in de jaren tachtig een gebruikelijke soort blijven.

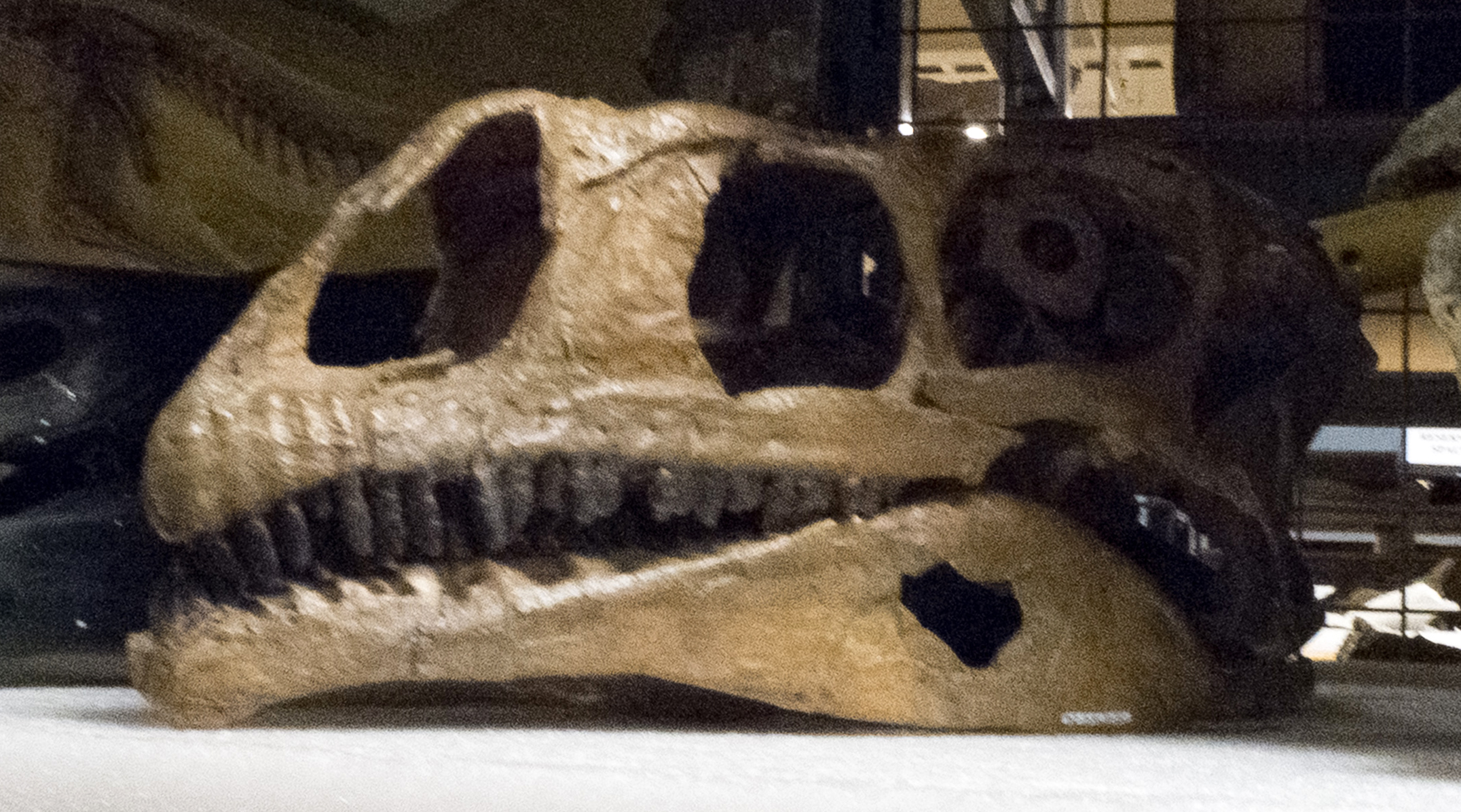
Schedelmodel

In 1985 echter keerde Peter Malcolm Galton weer terug tot Sellosaurus gracilis, er ook de fossielen van Teratosaurus suevicus en Efraasia aan toewijzend, in feite al het basaal sauropodomorfe materiaal uit de Stubensandstein. In 2003 veranderde de situatie opnieuw: Adam Mathew Yates begon toen toch weer van een Plateosaurus gracilis te spreken. Dat werd echter weer niet aanvaard door Galton. Wil men twee soorten onderscheiden, wat de meeste onderzoekers doen, is het een kwestie van persoonlijke keuze of men die aan één of twee geslachten wil toewijzen.
Yates wees in 2003 onder voorbehoud de specimina GPIT 18392 en GPIT 18318a toe. Sellosaurus hermannianus zag Yates als een nomen dubium.

## Beschrijving
Het holotype had een lengte van ongeveer vierenhalve meter. Gregory S. Paul schatte in 2010 de lichaamslengte op vijf meter, het gewicht op driehonderd kilogram. Het dijbeen van dit exemplaar heeft een lengte van achtenveertig centimeter. In het GPIT worden bij Aixheim gevonden resten bewaard die wijzen op een dier van ruim zes meter lengte.
Galton gaf in 1985 elf verschillen aan met Plateosaurus. De voorste tandkronen zijn minder asymmetrisch. De tanden zijn slanker. De uitspringende buitenwand van het bovenkaaksbeen eindigt al boven de derde à vierde tand. De voorste tak van het jukbeen is laag. Het prefrontale is overdwars smal. Het voorhoofdsbeen maakt een groot deel uit van de bovenrand van de oogkas. De opening van het kanaal in het traanbeen wordt aan de binnenzijde begrensd door het prefrontale. De zijwand van het traanbeen is matig groot in plaats van enorm. De as van het parasfenoïde is gericht op de achterhoofdsknobbel in plaats van een punt dat daar duidelijk onder ligt. De ruimte tussen de processus basipterygoidei is V-vormig zonder dwarsplaat in plaats van W-vormig met dwarsplaat. Het supraoccipitale is laag en breed.
Volgens Yates, die zich voornamelijk slechts op het holotype SMNS 5175 baseerde, lijkt Sellosaurus sterk op Plateosaurus engelhardti. Een verschil wordt gevormd door de in zijaanzicht smalle doornuitsteeksels op de voorste staartwervels waarvan de breedte slechts veertig procent van de hoogte bedraagt. De uitholling in de onderrand van het achterblad van het darmbeen, fungerend als aanhechting voor de Musculus caudofemoralis brevis, is groter en scherper omgrensd. GPIT 18318a heeft gepaarde groeven met scherpe randen op het basioccipitale van het achterhoofd, net achter de tubera basilaria.
Een verder verschil is gelegen in de veel minder robuuste bouw van Sellosaurus. Zelfs vergeleken met exemplaren die even lang zijn, is de kop wat korter, is het bekken lager en zijn armen en achterpoten veel minder zwaargebouwd.
Fossielen van Plateosaurus tonen een zekere variatie: Sellosaurus deelt bepaalde kenmerken met sommige exemplaren van het andere geslacht. De praemaxilla draagt vijf tanden. Het heiligbeen telt drie wervels waarvan de achterste een uit de staart ingevangen caudosacrale wervel is.
Sellosaurus, die zich zowel twee- als viervoetig kon voortbewegen, had ondanks zijn gemiddelde grootte een krachtig en langgerekt lichaam met een S-vormige hals en lange staart. In de fossielen werden maagstenen, de zogenaamde gastrolieten, ontdekt, die de harde plantendelen, zoals de naalden van coniferen, in kleinere verteerbare delen vermaalden.

## Fylogenie
Sellosaurus gracilis wordt als nauwe verwant van Plateosaurus typisch in de Plateosauridae geplaatst. Het holotype ervan was vermoedelijk sterk gelijkend op de voorouderlijke populatie van Plateosaurus. Yates gaf hem dus als een mogelijke metaspecies van Plateosaurus, dat wil zeggen: een voorouderlijke soort waarvan onduidelijk is of hij ook andere soorten heeft voortgebracht.